# Human Rights First
Human Rights First (HRF) ist eine US-amerikanische Non-Profit-Organisation, die sich weltweit für Menschenrechte einsetzt. Das selbsterklärte Leitbild der Menschenrechtsorganisation ist es, Amerika dazu aufzufordern, den eigenen Idealen und Werten gerecht zu werden.
Sie führt den Slogan „American Ideals. Universal Values.“   (Amerikanische Ideale. Universale Werte.)
Die Organisation ist Verfechter für ein breites Spektrum an Menschenrechtsfragen, insbesondere liegt der Schwerpunkt ihrer Arbeit jedoch in der Verteidigung von Flüchtlingen und Asylbewerbern in den USA. Die Organisation unterstützt Menschenrechtsaktivisten in Ländern wie Guatemala, Russland, Pakistan, Ägypten, Zimbabwe und Indonesien.
Grundlage ihrer Arbeit sind die Universal Declaration of Human Rights (1948), der International Covenant on Economic, Social and Cultural Rights (1966) und die International Bill of Human Rights.

## Gründung
Die Organisation wurde 1978 von Marvin E. Frankel und Michael Posner gegründet und stand bis zum 31. Juli 1982 unter Federführung der International League for Human Rights. Nach Abspaltung der Organisation und dem Ausbau eigener Aktivitäten wurde sie 1986 in „Lawyers Committee for Human Rights“ umbenannt.
Im Mai 2004 änderte die Menschenrechtsorganisation ihren Namen erneut in „Human Rights First“.

## Finanzierung
Human Rights First erhält erhebliche finanzielle Unterstützung von Stiftungen, Unternehmen, Institutionen und Privatpersonen. Dazu zählen die Open Society Foundation, die Ford Foundation, Home Box Office (HBO), JPMorgan Chase und Facebook. 2016 wurden die Aktivisten zudem von der Oak Foundation mit 375.000 US-Dollar unterstützt.
HRF ist eine 501(c)(3)-Organisation, die nach eigener Aussage, um ihre Unabhängigkeit zu bewahren, keine staatliche Finanzierung bezieht.
2015 hatte Human Rights First Einnahmen von 12,6 Mio. Dollar und Ausgaben von 13,8 Mio. Dollar.

## Arbeitsweise
Die Organisation setzt bei Projekten neben investigativer Recherche, Öffentlichkeits- und Lobbyarbeit auf strategische Partnerschaften.

### Asylum Representation Program
Human Rights First arbeitet mit Kanzleien in New York, New Jersey, Washington D.C., Houston und Los Angeles zusammen, um rechtliche Interessen ausgewählter Asylbewerber zu vertreten. Die ehrenamtliche Arbeit der Anwälte ermöglicht den Asylsuchenden eine pro-bono Rechtsberatung. Im Jahr 2015 haben die Pro-bono-Anwälte 90.000 Stunden ihrer Zeit in das Asylum Representation Program investiert, was circa 46,5 Mio. USD an
Das Human-Rights-Defenders-Programm unterstützt weltweit Menschenrechtsaktivisten, die aufgrund ihrer Arbeit um die Sicherheit ihres Lebens oder die ihrer Familie fürchten müssen. HRF arbeitet mit lokalen Menschenrechtsaktivisten in Kolumbien, Kuba, Bahrain, Ägypten, Guatemala, Iran und Thailand daran, deren Engagement zu bekräftigen, ihnen Kontakte zu US-Beamten zu vermitteln und die jeweiligen Fälle an die Öffentlichkeit zu bringen.
Beispielsweise in Bahrain setzt sich HRF regelmäßig für die Freilassung von Menschenrechtsaktivisten ein und fordert die US-Regierung auf, bei der gewaltsamen Unterdrückung Oppositioneller durch die amtierende Monarchie einzuschreiten. HRF spricht sich als Druckmittel auf die Regierung von Bahrain hier unter anderem für ein Waffenembargo aus.
Im Juli 2016 drängte die Organisation darauf, dass alle Anklagepunkte gegen den prominenten Menschenrechtsaktivisten Nabeel Rajab fallengelassen werden und er unverzüglich freigelassen wird. Er hatte sich in seinen Tweets kritisch gegenüber Bahrains Behandlung von Gefangenen und dem von Saudi-Arabien geführten Krieg gegen Yemen geäußert.

### Coalition of Retired Military Leaders
HRF hat einen Zusammenschluss von mehr als 65 pensionierten Admiralen und Generälen erwirkt, welche sich für mehr Rechtsstaatlichkeit und das Respektieren von Menschenrechten bei der Anti-Terror-Politik einsetzen.
2005 arbeitete die Koalition der pensionierten Militärs mit Senator John McCain daran, den Detainee Treatment Act durchzusetzen, welcher eine unmenschliche Behandlung von Strafgefangenen untersagen soll. Die Koalition drängte erfolgreich auf eine Ausweitung des Detainee Treatment Acts, indem der National Defense Authorization Act im November 2015 um einen Anti-Folter-Zusatz ergänzt wurde.

## Standpunkte und Kampagnen

### Schließung von Guantanamo und Verbot von Folter
Die Organisation hält das Gefangenenlager in der Guantanamo Bay Naval Base für einen Angriff auf die Rechtsstaatlichkeit und Schandfleck im Hinblick auf amerikanischer Ideale und Werte. Durch Zusammenarbeit mit der Coalition of Retired Military Leaders drängt die Organisation Obama trotz Blockieren durch den Kongress, Guantanamo schließen zu lassen. Die Zahl der Insassen wurde bislang auf 100 Personen verringert. Im Jahr 2008 lag diese noch bei 280.
Zudem spricht sich die Wohltätigkeitsorganisation deutlich gegen Folter aus.

“Torture is actually worse than unnecessary; it is counterproductive and undermines our national security…Most importantly, torture violates our core values as a nation”

2014 hat HRF erfolgreich dazu beigetragen, dass die Zusammenfassung eines Berichts des Geheimdienstausschusses des Senats über CIA Folter veröffentlicht wird.
In diesem wurde offenbar, dass Foltertechniken nicht nur brutaler als bekannt sind, sondern sie als Verhörmethode ineffektiv sind. Auch durch den Druck der medialen Berichterstattung über den CIA-Folterbericht wurde letztlich dem Senat ein Gesetzesentwurf zur Abstimmung vorgelegt, welcher das Verbot sogenannter „enhanced interrogation techniques“ beinhaltete. Der Senat stimmte mit 78-21 Stimmen für das Gesetz und es trat mit Unterzeichnung Obamas im Dezember 2015 in Kraft.

### Flüchtlinge und Asylsuchende
Neben dem Asylum Representation Program setzt sich die Organisation für Flüchtlinge ein, indem sie wegen der Zustände in Einwanderer-Lagern Druck auf die amerikanische Regierung macht. Das Festhalten von Asylbewerbern, darunter Familien mit Kindern, in „gefängnisähnlichen Einrichtungen“ hält die Organisation für schädlich angesichts der Traumata, unter denen viele Flüchtlinge leiden. HRF fordert, dass die Regierung Alternativen zu Inhaftierung entwickelt, wie Programme, die jeweils ein fallbedingtes Einbinden des Flüchtlings in die Gemeinschaft vorsehen.

### Sklaverei und Menschenhandel
Menschenhandel ist mit geschätzten 21 Millionen Opfern die am schnellsten wachsende kriminelle Branche der Welt, deren Gewinn sich jährlich auf rund 150 Milliarden US-Dollar beläuft. HRF hat 2015 eine Gruppe aus Meinungsführern aus Wirtschaft, Politik, Militär-Strafverfolgungsbehörden und Aktivisten zusammengerufen, um eine öffentliche Bildungskampagne gegen moderne Versklavung zu starten. Vorsitzender ist früherer FBI-Direktor Louis J. Freeh.
Durch den Zusammenschluss der Interessenvertreter konnte erwirkt werden, dass der Kongress in dieser Sache das Justizministerium im Jahr 2016 um 7,5 Mio. Dollar mehr fördert.

### Targeted Killing durch Drohnen
Die Organisation ist der Ansicht, dass sich das Durchführen von „targeted killing“ durch Drohnenangriffe nicht mit internationalem Recht verträgt. Im Mai 2015 wendete sich HRF mit weiteren Menschenrechtsorganisationen wie Amnesty International, Human Rights Watch und dem European Center for Constitutional and Human Rights mit einem gemeinsamen Schreiben direkt an Präsident Barack Obama, in dem sie fordern, das Anti-Terror-Programm transparenter zu machen und auf einer gesetzlichen Grundlage auszuarbeiten, die das humanitäre Recht und internationale Menschenrechte respektiert. Damit sei erst eine sinnvolle Aufsicht durch den Kongress und eine strenge gerichtliche Kontrolle ermöglicht.

### LGBT-Rechte
Die Organisation fordert, dass die Rechte von Menschen der LGBT-Gruppe auch eine Priorität der US-Außenpolitik sein sollten.
Aufgrund dieser Zielsetzung appellierte HRF an Staatssekretär John Kerry, eine Position innerhalb des State Departements zu errichten, die sich allein dieser Agenda widmet. So wurde Randy Berry, Angehöriger des auswärtigen Dienstes, als Sonderbeauftragter für die humanitären Rechte der LGBT-Gruppe eingesetzt.
HRF befasst sich mit der Unterdrückung und Verfolgung von LGBTs in Russland, Afrika, dem Mittleren Osten und den karibischen Staaten.

## Human Rights First Awards
Die Organisation zeichnet jährlich besonders engagierte Rechtsanwälte, die in dem Programm zur Verteidigung von Asylbewerbern mitwirken, mit dem Pro Bono Star Award aus.
Der Marvin Frankel Annual Award wird in Gedenken an einen der Gründerväter von Human Rights First, Marvin E. Frankel, an Anwaltskanzleien verliehen, die in erfolgreicher Partnerschaft mit der Organisation stehen.
Mit der Roger N. Baldwin Medal of Liberty werden Menschenrechtsorganisationen und -aktivisten geehrt, die sich außerhalb der USA zu schwierigsten Bedingungen für Menschenrechte engagieren. Roger N. Baldwin war einer der führenden Personen in der internationalen Menschenrechtsbewegung und Hauptgründer der American Civil Liberties Union (ACLU) und der International League for Human Rights. Der Preis ist mit 25.000 USD dotiert.

## Kritik
Die Organisation Charity Navigator, die Wohltätigkeitsorganisationen auf Finanzsituation, Transparenz und Erfolge untersucht, bewertet HRF mit insgesamt 4 Sternen, der bestmöglichen Bewertung. Nur in Bezug auf die finanzielle Bewertung bekam die Menschenrechtsorganisation 3 Sterne.
Auch von der Organisation Charity Watch erhielt HRF ein A-Rating.
Die US-amerikanische Zeitung The Hill listete Elisa Massimino stellvertretend für Human Rights First als eine der Top-Lobbyisten im Jahr 2015.